# VK (기업)

VK(2021년 10월 12일까지의 이전 명칭: Mail.ru Group)는 러시아의 기술 회사이다. 1998년에 이메일 서비스로 시작하여 러시아어를 사용하는 인터넷 부문의 주요 기업으로 성장했다.
VK는 이메일 서비스, 인터넷 포털 Mail.ru, 러시아의 소셜 네트워크 서비스 VK (소셜 네트워크), 오드노클라스니키 및 Moi Mir를 운영하고 있다. 또한 VK는 다양한 전자 상거래, 운송 및 통신 플랫폼을 관리한다. 또한 기업 이메일 및 커뮤니케이션 시스템을 포함한 비즈니스 지향 제품도 제공한다.
2014년에 VK의 사이트는 월별 러시아 인터넷 사용자의 약 86%에 도달했으며 회사는 조회된 총 페이지 수를 기준으로 가장 큰 인터넷 회사 중 상위 5위 안에 들었다.
2021년 10월 Mail.ru 그룹은 가장 인기 있는 제품인 VKontakte의 이름을 따서 VK 컴퍼니 리미티드(VK Company Limited)로 사명이 변경되었다.